# 오하라 미술관
오하라 미술관(大原美術館 오하라비주쓰칸[*])은 일본 오카야마현 구라시키시에 있는 미술관이다. 일본 최초의 사립 서양 미술관이다. 구라시키 미관지구의 일부이다.